# 聖布賴

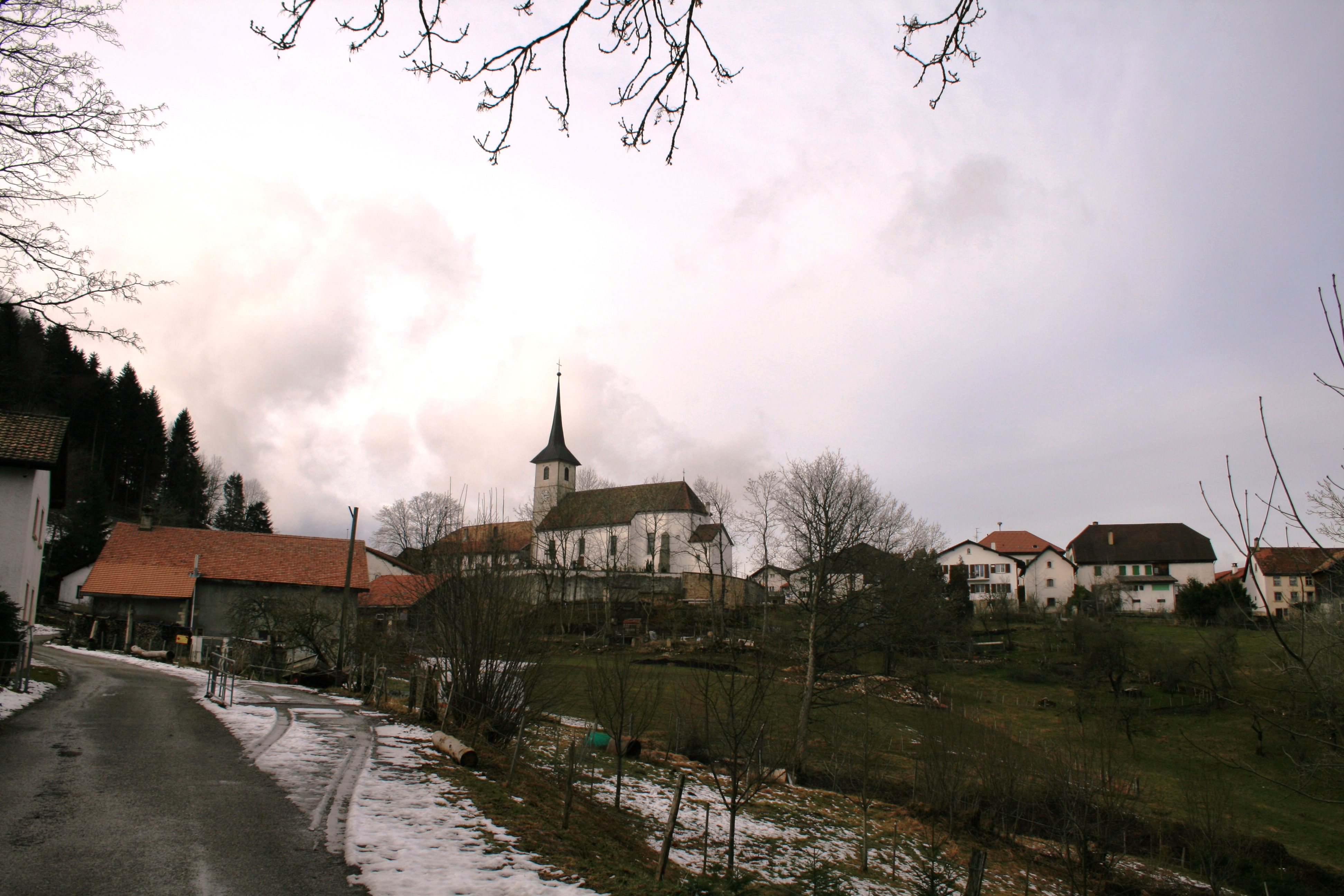

聖布賴（法語：Saint-Brais）是瑞士的城鎮，位於該國西北部，由汝拉州負責管轄，面積15.15平方公里，海拔高度967米，2011年人口226，七成半人口信奉羅馬天主教，人口密度每平方公里15人。